# Ranunculus oreionannos
Ranunculus oreionannos C. Marquand & Airy Shaw – gatunek rośliny z rodziny jaskrowatych (Ranunculaceae Juss.). Występuje endemicznie w Chinach, w południowo-wschodniej części Tybetu. 

## Morfologia
PokrójBylina o lekko owłosionych pędach. Dorasta do 5–10 cm wysokości.
LiścieSą trójdzielne. Mają kształt od półokrągłego do owalnego. Mierzą 0,5 cm długości oraz 0,5 cm szerokości. Nasada liścia ma ucięto sercowaty kształt. Brzegi są całobrzegie. Ogonek liściowy jest nagi i ma 1,5–3,5 cm długości.
KwiatySą pojedyncze. Pojawiają się na szczytach pędów. Mają żółtą barwę. Dorastają do 6–7 mm średnicy. Mają 5 eliptycznych lub owalnych działek kielicha, które dorastają do 2–3 mm długości. Mają 5 eliptycznie owalnych płatków o długości 2–3 mm.

## Biologia i ekologia
Rośnie na trawiastych zboczach. Występuje na wysokości od 4500 do 4800 m n.p.m. Kwitnie w lipcu. 